# سينما الكندي
سينما الكندي هي دور عرض تقع في حي الصالحية، في العاصمة السورية دمشق. 

## تاريخ
شُيّدت دار العرض في عشرينيات القرن العشرين تحت اسم "سينما أدونيس"، ثم تغيّر اسمها لاحقًا إلى "سينما بلقيس"، قبل أن تُعرف منذ عام 1952 باسم "سينما الكندي"، تيمّنًا بالفيلسوف والعالم العربي الكندي.
تميّزت «الكندي» بمكانتها الرمزية في مشهد السينما السورية العامة، خاصة مع تأسيس المؤسسة العامة للسينما عام 1963، التي جاءت ثمرة إرسال بعثات شبابية إلى أوروبا الشرقية وتعاون تقني وفني مع خبراء من يوغوسلافيا. ومن تلك المرحلة، انطلقت أفلام بارزة مثل: «الفهد» لنبيل المالح، «المخدوعون» لتوفيق صالح، «السكين» لخالد حمادة، وسلسلة «رجال تحت الشمس» المستوحاة من أعمال غسان كنفاني.
في 10 يوليو 2025، أعلنت وزارة الأوقاف، عبر مديريتها في دمشق، عن فسخ عقد الإيجار القائم مع «ورثة محمد عارف الخيمي وشركاه»، والذي كان يُتيح استخدام المبنى مقابل بدل سنوي رمزي يبلغ 30 دولاراً فقط لمساحة تتجاوز 700 متر مربع. وطالبت الوزارة المستأجرين بإخلاء العقار خلال أسبوع من تاريخ التبليغ، مع الإعلان أنها ستعمل على "إعادة تأهيل العقار ليكون مركزاً ثقافياً يشع منه نور المعرفة والعلم".
وقد أثار القرار موجة واسعة من الاعتراضات في الأوساط الثقافية والفنية، وسط مخاوف من تحويل الفضاءات الثقافية إلى استخدامات دينية، بما يُهدد التنوع الفني ويمس الذاكرة المدنية لمدينة دمشق، التي لطالما عُرفت بحضورها الثقافي والفني المميز.